# بيكا سوانسون
بيكا سوانسون (بالإنجليزية: Becca Swanson)‏ هي مصارعة محترفة وممثلة أمريكية، ولدت في 1976 في بابيليون في الولايات المتحدة.

## وصلات خارجية
- بيكا سوانسون على موقع CageMatch worker (الإنجليزية)
- بيكا سوانسون على موقع IMDb (الإنجليزية)